# Seututie 837
Pour les articles homonymes, voir Route 837.
La route régionale 837 (finnois : Seututie 837) est une route régionale allant de  Utajärvi à Puolanka  en Finlande.

## Description
Le Seututie 837 part du centre d'Utajärvi, traverse les villages de Sanginkylä, Juorkunta et les villages de Särkijärvi pour finir au centre de Puolanka, où elle croise la Seututie 800 et la Kantatie 78.

## Parcours
- Utajärvi

- Sanginkylä
- Juorkuna
- Särkijärvi
- Puolanka

## Galerie

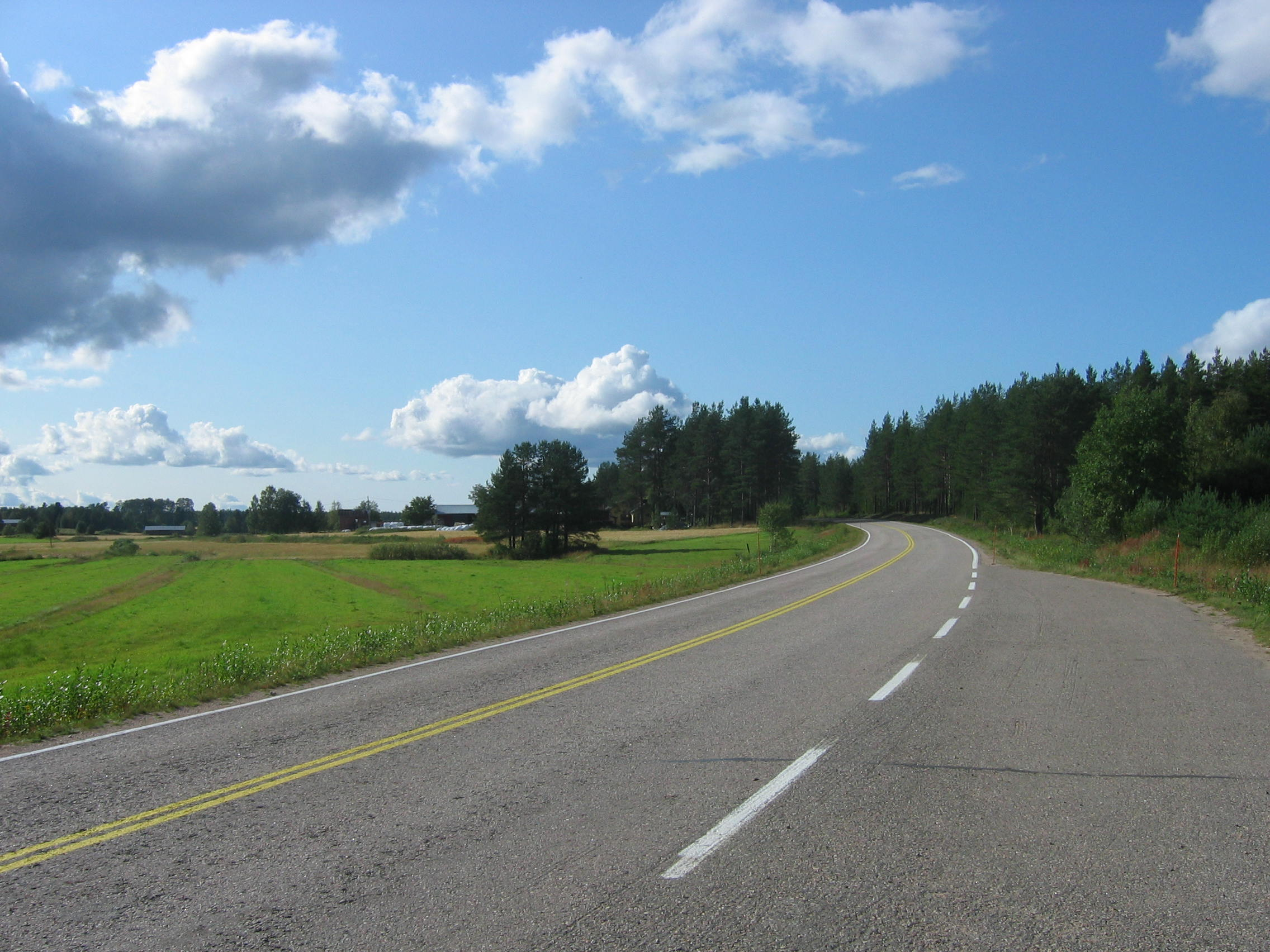
La route à Särkijärvi.
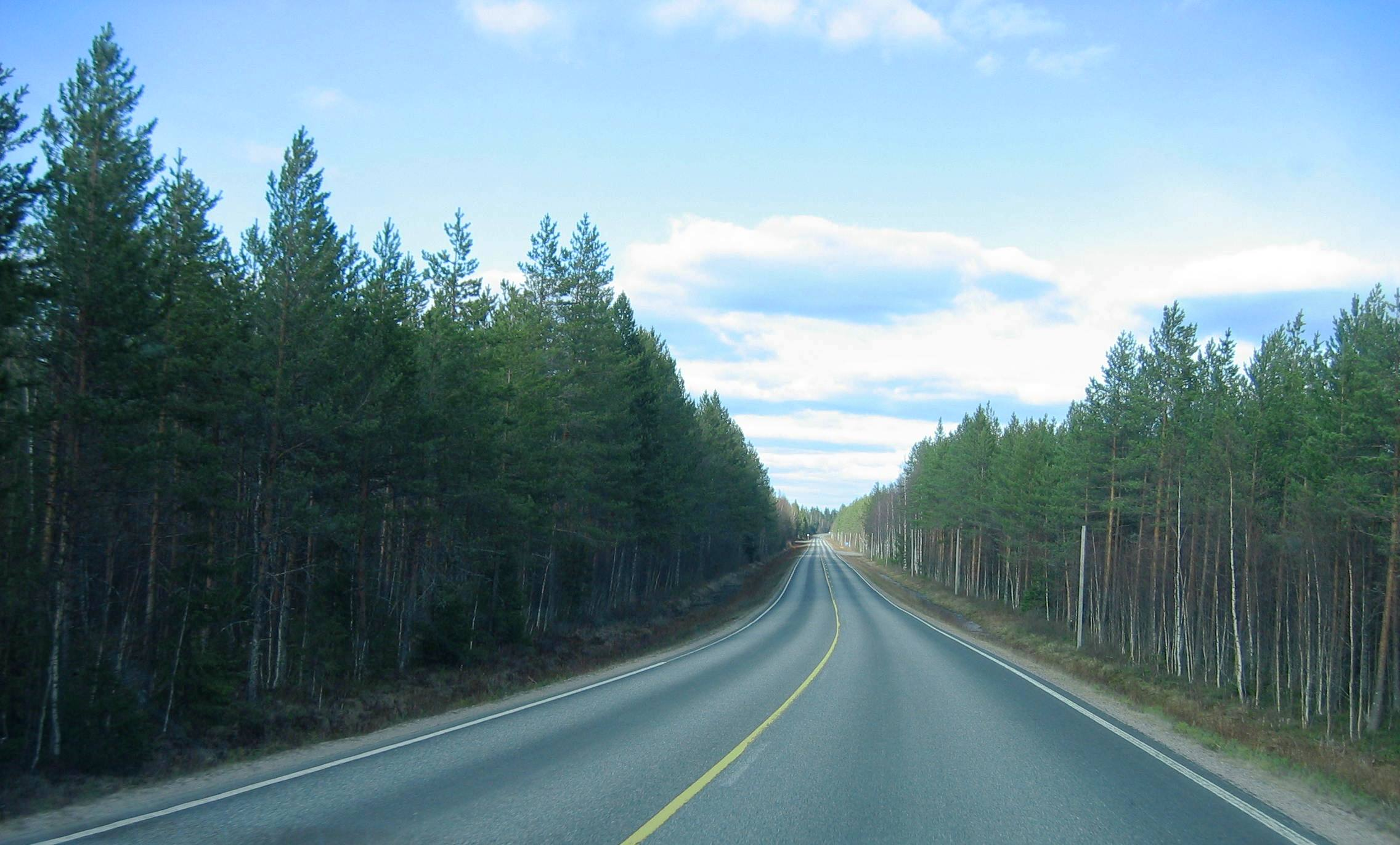
La route à Sanginkylä.
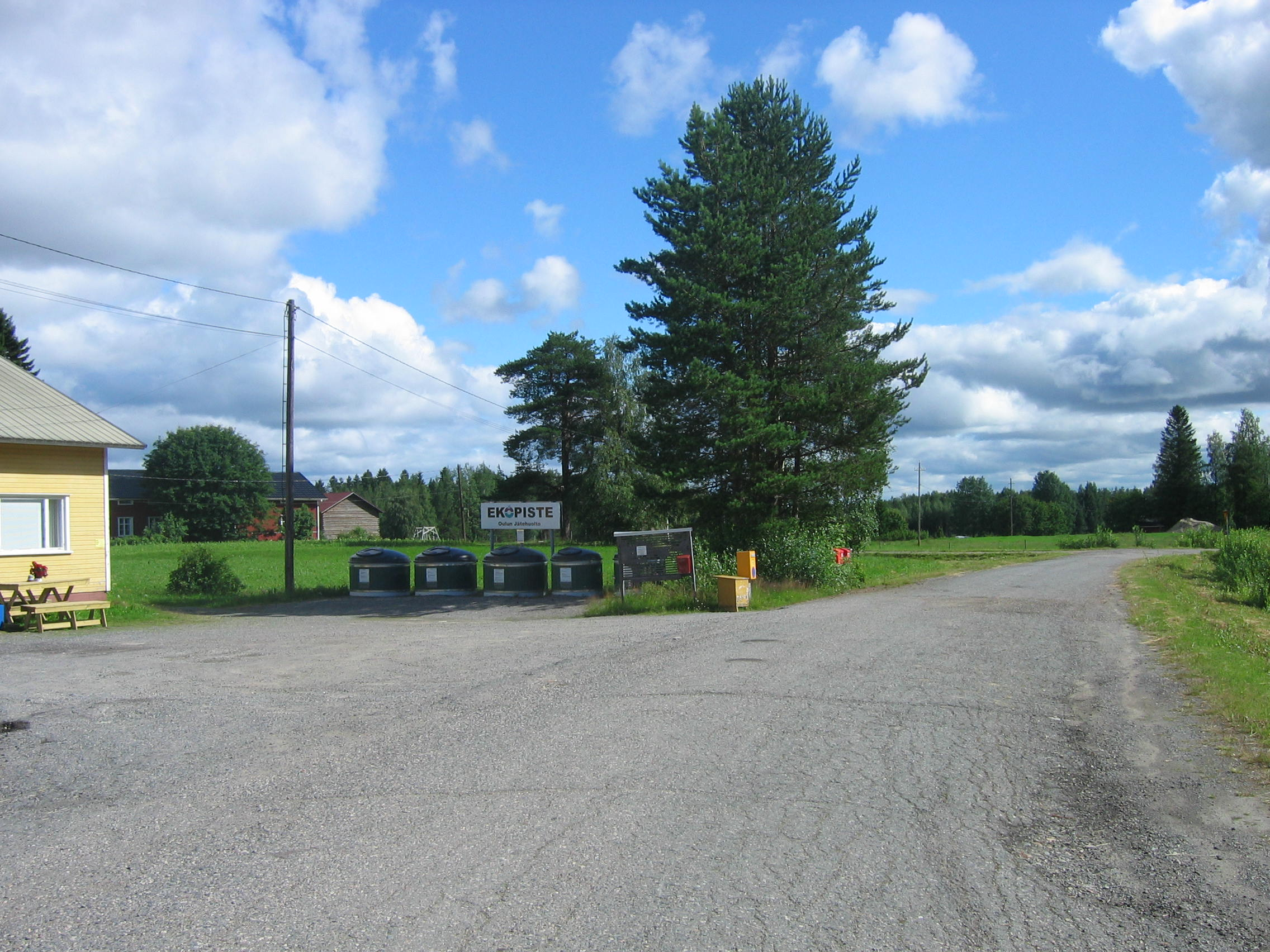
La route à Juorkuna.
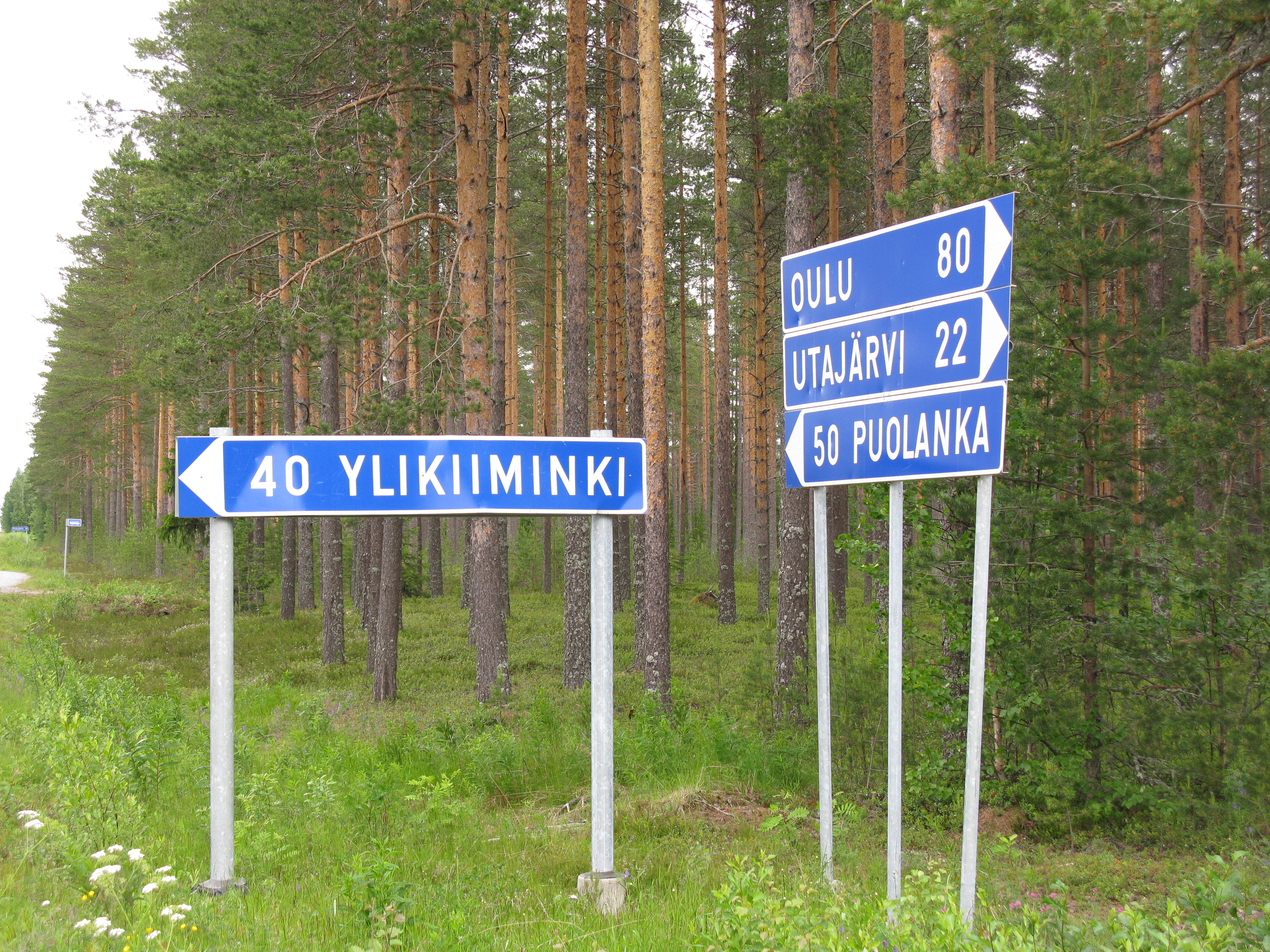
Croisement de la Seututie 836.